# Hobart International 2018
42°52′24″ пд. ш. 147°19′47″ сх. д. / 42.87333° пд. ш. 147.32972° сх. д.
Hobart International 2018 - жіночий тенісний турнір, який проходив на хардових кортах Міжнародного тенісного центру в місті Гобарті (Австралія) з 8 по 14 січня 2018 року, в рамках туру WTA 2018. Це 25-те за ліком подібне змагання.

## Очки і призові

### Нарахування очок
| Дисципліна1      | П   | Ф   | ПФ  | ЧФ | 1/8 | 1/16 | Q   | Q2  | Q1  |
| Одиночний розряд | 280 | 180 | 110 | 60 | 30  | 1    | 18  | 12  | 1   |
| Парний розряд    | 280 | 180 | 110 | 60 | 1   | Н/Д  | Н/Д | Н/Д | Н/Д |

### Призові гроші
| Дисципліна       | П       | Ф       | ПФ      | ЧФ     | 1/8    | 1/162  | Q   | Q2     | Q1   |
| Одиночний розряд | $43,000 | $21,400 | $11,500 | $6,175 | $3,400 | $2,100 | Н/Д | $1,020 | $600 |
| Парний розряд *  | $12,300 | $6,400  | $3,435  | $1,820 | $960   | Н/Д    | Н/Д | Н/Д    | Н/Д  |

1 Очки йдуть в рейтинг WTA.

2 Кваліфаєри отримують і призові гроші 1/16 фіналу

* на пару

## Учасниці основної сітки в одиночному розряді

### Сіяні гравчині
| Країна    | Гравчиня           | Рейтинг1 | сіяна |
| --------- | ------------------ | -------- | ----- |
| КНР       | Чжан Шуай          | 35       | 1     |
| Бельгія   | Елізе Мертенс      | 36       | 2     |
| Румунія   | Сорана Кирстя      | 37       | 3     |
| Франція   | Алізе Корне        | 38       | 4     |
| Україна   | Леся Цуренко       | 42       | 5     |
| Румунія   | Ірина-Камелія Бегу | 43       | 6     |
| Німеччина | Татьяна Марія      | 46       | 7     |
| Чехія     | Катержина Сінякова | 47       | 8     |

- 1 Рейтинг станом на 1 січня 2018 року.

### Інші учасниці
Нижче наведено учасниць, які отримали вайлдкард на участь в основній сітці:
- Ежені Бушар [2]
- Лізетт Кабрера
- Джеймі Форліс [3]

Такі учасниці отримали право на участь завдяки захищеному рейтингові:
- Анна-Лена Фрідзам

Нижче наведено гравчинь, які пробились в основну сітку через стадію кваліфікації:
- Кірстен Фліпкенс
- Курумі Нара
- Моніка Нікулеску
- Ніна Стоянович
- Алісон ван Ейтванк
- Гезер Вотсон

### Відмовились від участі
До початку турніру
- Шелбі Роджерс →її замінила  Беатріс Аддад Майя

Під час турніру
- Кірстен Фліпкенс
- Моніка Нікулеску

## Учасниці основної сітки в парному розряді

### Сіяні гравчині
| Країна  | Гравчиня         | Країна     | Гравчиня       | Рейтинг1 | сіяна |
| ------- | ---------------- | ---------- | -------------- | -------- | ----- |
| Румунія | Ралука Олару     | Україна    | Ольга Савчук   | 69       | 1     |
| Бельгія | Кірстен Фліпкенс | США        | Ніколь Меліхар | 80       | 2     |
| Бельгія | Елізе Мертенс    | Нідерланди | Демі Схюрс     | 89       | 3     |
| Україна | Людмила Кіченок  | Японія     | Ніномія Макото | 99       | 4     |

- 1 Рейтинг станом на 1 січня 2018 року.

### Інші учасниці
Нижче наведено пари, які отримали вайлдкард на участь в основній сітці:
- Елісон Бай /  Лізетт Кабрера
- Джеймі Форліс /  Джессіка Мур

### Знялись з турніру
Під час турніру
- Кірстен Фліпкенс

## Переможниці та фіналістки

### Одиночний розряд
- Елізе Мертенс —  Міхаела Бузернеску, 6–1, 4–6, 6–3

### Парний розряд
- Елізе Мертенс /  Демі Схюрс —  Людмила Кіченок /  Ніномія Макото, 6–2, 6–2